# 信都県 (冀州市)
信都県（しんと-けん）は中華人民共和国河北省にかつて存在した県。現在の衡水市冀州区の一部に相当する。唐代には長楽県が信都県と改称されているが、これば別県である。
前漢により設置され、広河郡（後に広川国、信都郡、信都国と改称）の郡治とされた。後漢の時代になると楽成国（後に安平国と改称）、西晋では長楽国の国治とされている。三国時代になると魏により冀州の管轄とされた。
606年（大業2年）、隋朝は信都県を廃止、県域は長楽県に編入された。